# 王冬勝
王冬勝 ，GBS，JP（1951年11月24日—），於香港出生，现任第十四屆全國政協農業和農村委員會副主任，香港上海滙豐銀行非執行主席及香港大學校務委員會主席。2020年10月獲頒金紫荊星章。

## 學歷
王冬勝在1957年畢業於九龍塘學校（幼稚園部）（與前政府官員廖秀冬為同屆同學），繼而入讀喇沙小學及喇沙書院。他後來於美國印第安納大學畢業，取得電腦科學學士及碩士、市場及財務學碩士學位。

## 職業生涯

### 花旗銀行
1980年加入花旗銀行（當時在香港稱為「萬國寶通銀行」）出任副財務總監，1987年任北亞洲區營業、服務及銷售總監。

### 渣打銀行
1997年加入香港渣打銀行，出任個人銀行業務主管。2000年9月，升為渣打香港區總裁兼總經理，同時為首位華人總經理。2002年升為董事，後再獲升為大中華區總裁。2004年11月，渣打集團宣布全球性裁員，香港區有二百人被解僱。據報章報導，王冬勝並不同意集團高層的裁員決定，因此於宣布裁員決定後辭去行政總裁一職。

### 滙豐銀行
2005年4月1日加入滙豐，獲委任為香港上海滙豐銀行執行董事及滙豐集團總經理，負責香港及中國內地業務，並於2007年12月出任香港銀行董事會主席。王冬勝亦曾任香港銀行公會主席及目前唯一一位三年內兩任該職的人。2010年2月1日起升任滙豐集團首位華人行政總裁。於2013年5月底，王冬勝獲擢升為香港滙豐銀行副主席，並繼續保持集團亞太區行政總裁的職務。2021年6月7日，王冬勝在任滙豐集團亞太區行政總裁十二年後退休，改任香港上海滙豐銀行有限公司非執行主席，接替退任滙豐非執行董事的查史美倫。同時，他擔任滙豐集團主席杜嘉祺（Mark Tucker）和集團行政總裁祈耀年的顧問。

## 家庭
王冬勝已婚，育有一儿一女。

## 軼事
王冬勝為香港史上唯一在兩間發鈔銀行鈔票上簽署的銀行行政總裁，王冬勝先後為渣打銀行的1993年及2003年系列鈔票，及滙豐銀行的2003年、2010年及2018年系列鈔票簽署。

## 擔任公職
- 第十二屆、第十三屆、第十四屆全國政協委員
- 第十三屆、第十四屆全國政協農業和農村委員會副主任
- 香港銀行公會主席，副主席
- 香港銀行學會會長
- 香港貿易發展局金融服務諮詢委員會主席
- 香港金融管理局銀行業務諮詢委員會
- 香港政府扶貧委員會委員
- 經濟及就業委員會委員
- 香港交易所風險委員會委員
- 香港公益金董事會成員
- 香港科技大學校董
- 經濟發展委員會成員
- 中國紅十字會理事
- 香港銀行華員會名譽會長
- 香港總商會主席 [11][12][13][14]
- 香港大學校務委員會主席

## 榮譽
- 太平紳士
- 香港大學榮譽教授
- 中央財經大學客座教授